# Trận Ipsus
Trận Ipsus là trận đánh xảy ra giữa các Diadochi (những người thừa kế của Alexander Đại đế) diễn ra vào năm 301 TCN tại một ngôi làng có tên là Ipsus ở Phrygia. Antigonos I Monophthalmos cùng con trai của ông là Demetrios I của Macedonia chống lại những người bạn khác của Alexandros là Kassandros, vua của Macedon; Lysimachos, vua của Thrace; và Seleukos I Nikator, vua của Babylon và Ba Tư.

## Bối cảnh
Sau khi cuộc chiến tranh Diadochi lần thứ hai kết thúc (315 TCN), Antigonos Monophthalmos đã nắm quyền cai trị các vùng lãnh thổ ở châu Á của đế quốc Macedonia (Tiểu Á, Syria và các satrap rộng lớn ở phía đông) mà không gặp phải trở ngại nào. Sự hùng mạnh ngày càng tăng của Antigonos đã tạo ra mối đe dọa cho những người kế thừa khác, điều này đã dẫn đến sự bùng nổ của cuộc chiến tranh Diadochi lần thứ ba vào năm 314 TCN, trong cuộc chiến này Antigonos đã phải đối mặt với một liên minh của Cassander (người cai trị của Macedonia), Lysimachus (người cai trị của Thrace) và Ptolemaios (người cai trị của Ai Cập). Cuộc chiến tranh này kết thúc bằng một thỏa hiệp hòa bình vào năm 311 TCN, sau đó Antigonos đã tấn công Seleukos, người vốn đang cố gắng xây dựng chính quyền riêng dành cho mình ở các satrap phía đông của đế quốc. Điều này đã dẫn đến cuộc chiến tranh Babylon kéo dài từ năm 311-309 trước Công nguyên, và kết quả của nó là một thất bại dành cho Antigonos, không những vậy điều này còn cho phép Seleukos giành lại được quyền cai trị Babylon và toàn bộ các vùng lãnh thổ ở phía đông.

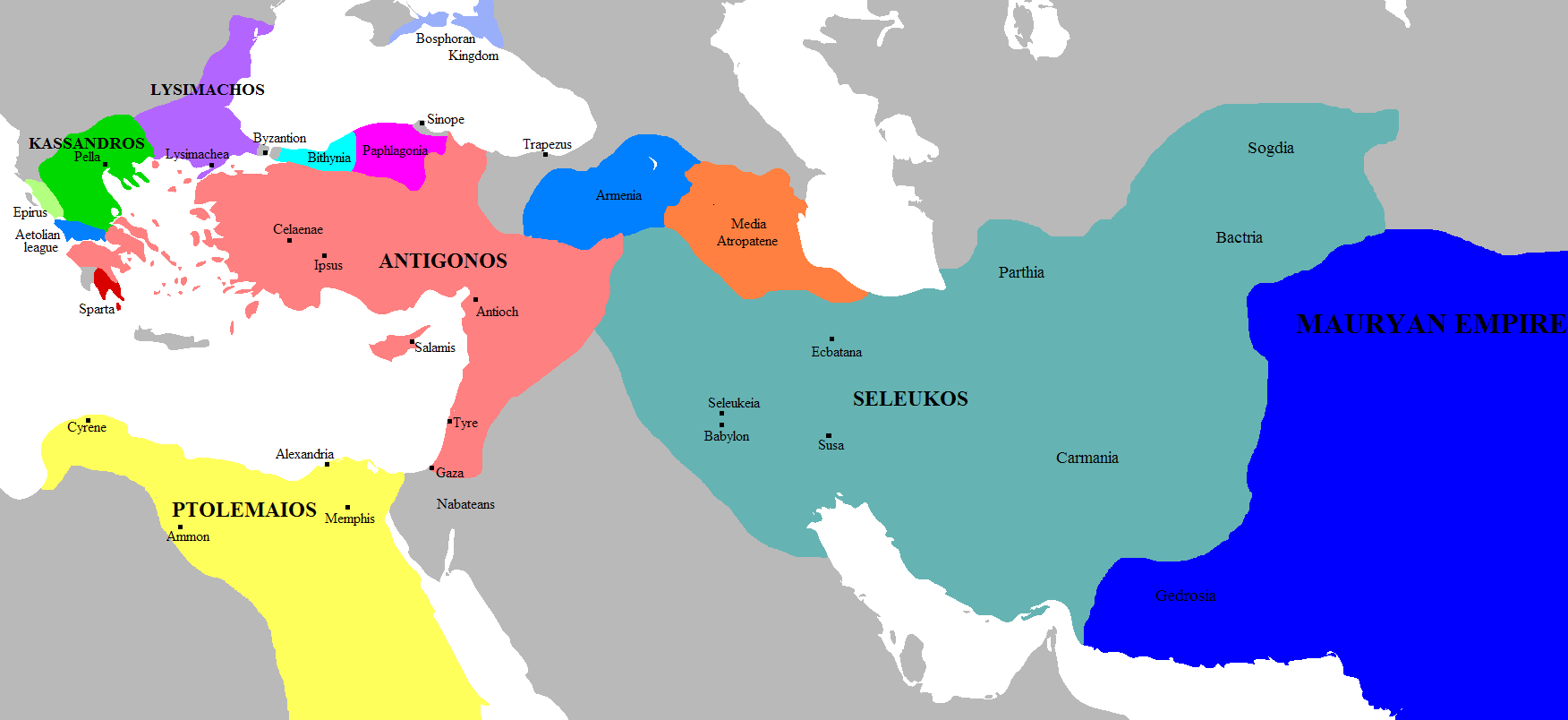
Vương quốc của các Diadochi trước trận Ipsus, 303 TCN.

Tranh thủ lúc Antigonos đang bị phân tâm ở nơi khác, Ptolemaios đã mở rộng quyền lực của ông ta vào khu vực biển Aegean và tới đảo Síp. Vì thế Antigonos đã lại tiếp tục cuộc chiến tranh với Ptolemaios vào năm 308 trước Công nguyên, bắt đầu cuộc chiến tranh Diadochi lần thứ Tư. Antigonos đã ra lệnh cho con trai của ông là Demetrios phải giành lại được quyền kiểm soát Hy Lạp, vào năm 307 trước Công nguyên, ông ta đã chiếm được Athens, đánh đuổi Demetrios của Phaleron, vị thống đốc của Cassander, và tuyên bố rằng thành phố này được tự do một lần nữa. Demetrios sau đó đã hướng sự chú ý của mình đến Ptolemaios, ông ta xâm chiếm đảo Síp và đánh bại hạm đội của Ptolemaios tại trận Salamis ở Cyprus. Sau chiến thắng này, Antigonos và Demetrios đều tự xưng là vua, và chỉ một thời gian ngắn sau đó đến lượt Ptolemaios, Seleukos, Lysimachos và cuối cùng là Cassander cũng làm như vậy.
Vào năm 306, Antigonos đã cố gắng xâm chiếm Ai Cập, tuy nhiên các cơn bão đã ngăn cản hạm đội của Demetrios tiếp tế cho ông ta và buộc ông ta phải rút quân. Với việc cả Cassander và Ptolemaios đều đã suy yếu, trong khi Seleukos lại vẫn đang dồn hết tâm trí vào việc thiết lập sự thống trị của ông ta đối với toàn bộ khu vực phía Đông, Antigonos và Demetrios giờ đây hướng sự chú ý của họ tới Rhodes, vốn đang bị quân đội của Demetrios bao vây vào năm 305 TCN. Hòn đảo này còn nhận được quân tiếp viện đến từ Ptolemaios, Lysimachos, và Cassander. Sau cùng thì người Rhodes cũng đã đạt được một thỏa hiệp với Demetrios - họ sẽ ủng hộ Antigonos và Demetrios chống lại tất cả kẻ thù, ngoại trừ đồng minh Ptolemaios của họ. Ptolemaios đã có được tước hiệu Soter ("Vị cứu tinh") nhờ vào vai trò của ông trong việc giúp cho Rhodes thoát khỏi sự thất thủ, tuy nhiên chiến thắng cuối cùng lại thuộc về Demetrios, bởi vì nó đã giúp cho ông rảnh tay để tấn công Cassander ở Hy Lạp. Do đó Demetrios đã quay trở lại Hy Lạp và tiến hành giải phóng các thành bang Hy Lạp, ông ta đã đánh đuổi những đội quân đồn trú của Cassander và những phe phái ủng hộ nhà Antipatros.
Nhận ra rằng những gì mà Demetrios đang thực hiện là để nhằm hủy hoại quyền lực của mình ở Hy Lạp và sau cùng là ở Macedonia, Cassander đã cố gắng để đi đến thỏa hiệp với Antigonos. Tuy nhiên, Antigonos đã bác bỏ tất cả những đề xuất này, mục đích của ông ta là nhằm ép buộc Cassander phải đầu hàng vô điều kiện. Vì vậy Cassander đã tiến hành hội đàm với Lysimachos, và họ đã đạt được sự đồng thuận về một chiến lược chung bao gồm việc phái sứ thần tới chỗ Ptolemaios và Seleukos, đề nghị họ cùng tham gia chống lại mối đe dọa đến từ nhà Antigonos. Để giành lấy thế chủ động, Cassander đã phái một đạo quân lớn dưới quyền Prepelaus tới chỗ Lysimachos để cùng phối hợp tác chiến ở Tiểu Á. Trong khi đó, Cassander đưa số quân còn lại đến Thessaly để đối đầu với Demetrios.

## Mở đầu
Lysimachus đã vượt qua Hellespont vào năm 302 TCN, ông ta định tận dụng cơ hội khi Antigonos đang ở Syria để tàn phá Tiểu Á. Các thành phố Lampsakos và Parion đã quy phục ông ta, và sau khi phải đánh chiếm Sigeion bằng vũ lực, ông ta đã cho đặt một đội quân đồn trú ở nơi này. Tiếp theo đó, ông ta đã ra lệnh cho Prepelaos cùng với một đội quân 7.000 người tấn công các vùng đất Aeolis và Ionia, trong khi ông ta vây hãm Abydos. Tuy nhiên, cuộc vây hãm này đã thất bại bởi vì Demetrios đã gửi quân tiếp viện từ Hy Lạp cho thành phố này bằng đường biển. Sau thất bại này, Lysimachos đã quay ra đánh chiếm vùng đất Hellespontine Phrygia, và chiếm được trung tâm hành chính quan trọng là Synnada. Trong khi đó, Prepelaos đã chiếm được Adramyttion, Ephesos, Teos và Colophon; tuy vậy ông ta cũng không thể đánh chiếm được Erythrae hoặc Clazomenae, một lần nữa là do quân tiếp viện từ đường biển. Sau cùng, Prepelaos đã chuyển hướng vào nội địa và chiếm được thành Sardis, một trung tâm hành chính quan trọng khác.
Ngay khi Antigonos nhận được tin tức về cuộc xâm lăng này, ông đã từ bỏ ngay việc chuẩn bị cho một lễ hội lớn được tổ chức tại Antigonia, và bắt đầu đưa quân đội của mình từ Syria tiến về phía Bắc một cách nhanh chóng, xuyên qua Cilicia, Cappadocia, Lycaonia và tới Phrygia. Lysimachos, khi nghe được tin quân đội của Antigonos đang sắp tiến đến gần, đã tiến hành bàn bạc với các tướng lĩnh của mình và quyết định tránh giao chiến cho đến khi Seleukos đến. Do đó, phe liên minh đã phòng thủ doanh trại của họ bằng những con hào và hàng cọc rào, và khi Antigonos tới khiêu chiến, họ vẫn ở trong doanh trại. Chính vì vậy, Antigonos quay ra chặn đứt nguồn cung cấp quân lương cho phe liên minh, điều này khiến cho Lysimachos phải từ bỏ doanh trại và thực hiện một cuộc hành quân đêm vượt qua 40 dặm để tới Dorylaion. Ở đó, phe liên minh đã xây dựng một khu doanh trại mới, với ba hàng cọc rào bao quanh một doanh trại nằm giữa các ngọn đồi và có thể tiếp cận tương đối dễ dàng với nguồn lương thực và nước. Antigonos đã theo sát phía sau và tiến hành vây hãm doanh trại của phe liên minh, ông ta còn mang tới những máy bắn đá để dùng cho cuộc tấn công. Lysimachos đã cố gắng tiến hành nhiều lần phá vây và phá hoại các công sự vây hãm, nhưng quân đội của nhà Antigonos luôn giành được phần thắng trong các cuộc giao tranh nhỏ. Với việc các công sự vây hãm đã sắp được hoàn thành và nguồn lương thực đã gần cạn kiệt, Lysimachos đã quyết định từ bỏ doanh trại và hành quân ngay trong một cơn bão đêm. Antigonos một lần nữa lại cố gắng đuổi theo, nhưng lúc này mùa đông đã tới cùng với những cơn mưa nặng hạt, tình hình đã trở nên khó khăn hơn, do vậy ông ta đã dừng truy đuổi và phân tán binh sĩ của mình tới các doanh trại trú đông. Còn quân đội của phe liên minh thì lại hành quân tới Bithynia và trú đông tại các doanh trại ở trong và xung quanh thành phố Heraclea.

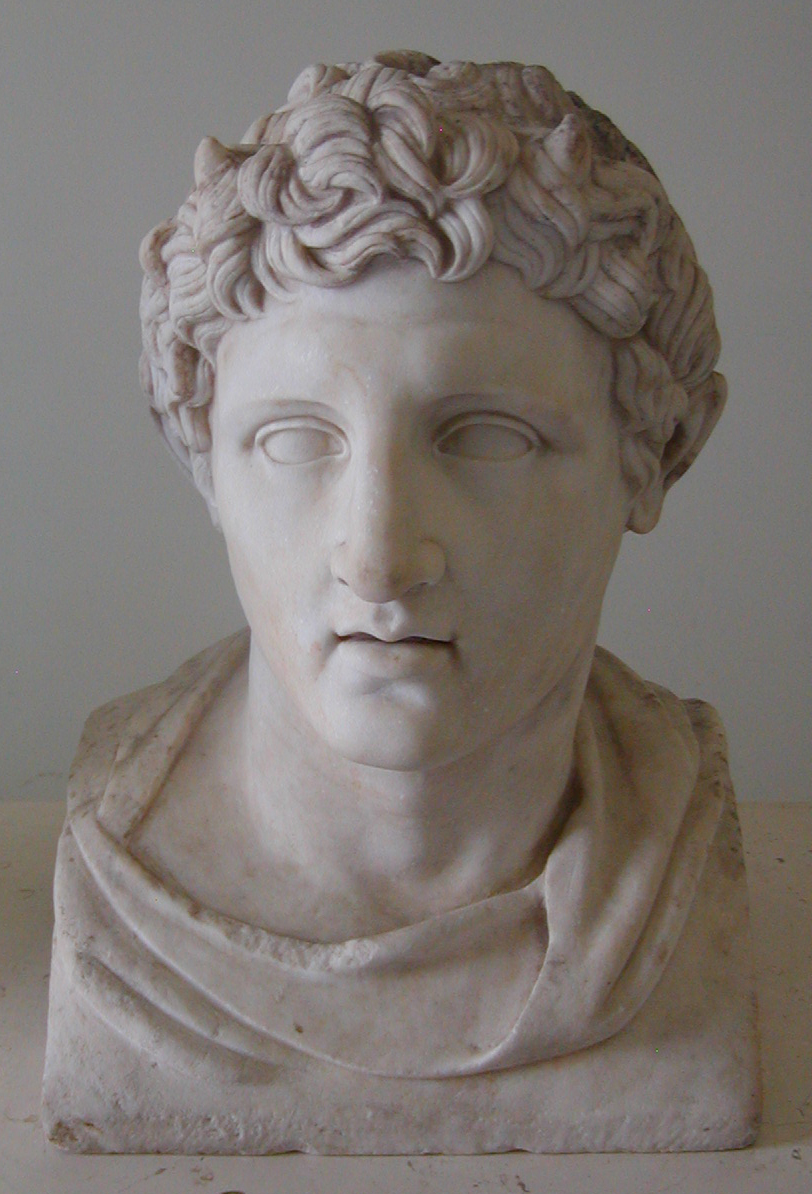
Demetrios, con trai của Antigonos

Trong khi đang bố trí cho quân đội của mình trú qua mùa đông, Antigonos nghe được tin báo rằng Seleukos đang trên đường trở về từ các tỉnh phía đông để hỗ trợ cho Lysimachos. Vì thế, ông đã phái các sứ giả tới chỗ Demetrios và ra lệnh cho ông ta đưa quân đội của mình đến châu Á để tăng viện cho quân đội của nhà Antigonos. Lúc này, Demetrios vẫn đang tiếp tục chiến dịch của ông ta ở Hy Lạp, và dẫu cho Cassander đã ngăn chặn hết tất cả các con đường trên bộ, Demetrios đã tiến đến Thessaly bằng đường biển. Sau khi nhận được thư yêu cầu quân tiếp viện từ người cha của mình, Demetrios đã nhanh chóng dàn xếp một thoả thuận đình chiến với Cassander, và đưa đội quân của ông vượt biển Aegean đến Ephesos. Ông đã chiếm lại Ephesos và hành quân về phía bắc tới Hellespont, tại nơi này ông đã thiết lập một đội quân đồn trú hùng mạnh cùng với hạm đội để ngăn chặn bất cứ đạo quân tiếp viện nào từ châu Âu có thể tới chỗ quân đội của phe liên minh ở châu Á. Demetrios sau đó cũng phân tán binh sĩ của mình tới các doanh trại trú đông.
Không còn phải đối mặt với Demetrios, Cassander đã cho rằng đây là lúc có thể gửi thêm quân tiếp viện đến cho Lysimachos, và do đó ông đã phái một đạo quân dưới sự chỉ huy của em trai mình là Pleistarchos tới chỗ ông ta. Bởi vì Demetrios đang trấn giữ những vị trí có thể dễ dàng vượt qua tại Hellespont và Bosphorus, cho nên Pleistarchos đã cố gắng dùng thuyền để chở binh sĩ của mình vượt qua Biển Đen để đến Heraclea, và bằng cách sử dụng cảng Odessos. Bởi vì không có đủ thuyền cho nên đạo quân của Pleistarchos đã phải chia thành nhiều đợt, và mặc dù đợt đầu tiên đã đến nơi an toàn, đoàn tàu thứ hai đã bị hạm đội của Demetrios chặn đứng, và đoàn tàu thứ ba thì lại bị đắm trong một cơn bão. Bản thân Pleistarchos cũng đã may mắn sống sót sau khi chiếc tàu chỉ huy của ông ta bị đắm, ông ta sau đó được đưa đến Heraclea để hồi phục qua mùa đông. Tương tự như vậy, bởi vì quân đội của nhà Antigonos đang tập trung hết ở Châu Á cho nên Ptolemaios đã cảm thấy rằng đây là thời điểm an toàn để đưa quân đội ra khỏi Ai Cập để chinh phục vùng đất Coele-Syria. Ông ta đã chiếm được một số thành phố, nhưng trong khi đang vây hãm thành Sidon, ông ta đã nhận được những tin tức giả mạo về một chiến thắng của nhà Antigonos, và được nói cho biết rằng Antigonos đang tiến quân về phía nam hướng đến Syria. Do đó ông ta đã bố trí lực lượng đồn trú tại các thành phố mà ông ta đã chiếm được và rút quân trở về Ai Cập. Trong khoảng thời gian này, Seleukos đã tiến quân đến Cappadocia cùng với quân đội của mình, ông ta sau đó cũng đã phân tán binh sĩ của mình tới các doanh trại trú đông.
Diodorus kết thúc tập XX của tác phẩm Thư viện lịch sử tại thời điểm này và nói rằng ông sẽ mô tả cuộc chiến giữa các vị vua vào phần đầu của tập tiếp theo. Tuy nhiên, chỉ có một vài đoạn trong tập XXI là còn sót lại cho đến ngày nay, và mặc dù vẫn còn một số đoạn mô tả về trận chiến này, chúng lại không tạo nên một câu chuyện mạch lạc. Trong ghi chép của mình về trận chiến này, Plutarch lại không mô tả quá trình chuẩn bị mà chắc chắn là đã phải tiến hành trước khi trận đánh này xảy ra vào năm 301 trước Công nguyên, vì thế chúng ta không biết rõ được các sự kiện đã diễn ra như thế nào. Lysimachos và Seleukos có lẽ đã nóng lòng trong việc muốn giao chiến với Antigonos, bởi vì các trung tâm quyền lực của họ ở Thrace và Babylon lúc này có thể dễ dàng bị tấn công do sự vắng mặt lâu dài của họ. Quân đội của hai phe cuối cùng đã chạm trán với nhau tại một địa điểm cách Synnada khoảng 50 dặm về phía đông bắc, nằm gần ngôi làng Ipsus. Vị trí chính xác của nơi diễn ra trận chiến này hiện chưa được xác định rõ, nhưng chắc chắn là nó đã xảy ra trên một vùng đồng bằng rộng lớn, vốn phù hợp cho ưu thế về voi chiến của phe liên minh và sự vượt trội của kỵ binh nhà Antigonos về số lượng và huấn luyện.

## Lực lượng hai bên

### Nhà Antigonos
Theo Plutarch, quân đội nhà Antigonos trước trận đánh có khoảng 70.000 bộ binh, 10.000 kỵ binh và 75 voi chiến. Đạo quân đến từ Syria của Antigonos chiếm phần đông trong số quân này, bởi vì quân đội của Demetrios ở Hy Lạp không có voi chiến và chỉ có 1.500 kỵ binh . Diodorus tuyên bố rằng Demetrios có khoảng 56.000 binh sĩ ở Hy Lạp (8.000 lính phalanx Macedonia, 15.000 lính đánh thuê, 25.000 binh lính đến từ các thành bang Hy Lạp và 8.000 bộ binh nhẹ), nhưng chúng ta không rõ liệu rằng có bao nhiêu binh sĩ theo cùng ông ta đến châu Á . Dựa trên các trận đánh khác diễn ra giữa các Diadochi, các chuyên gia ngày nay ước tính rằng trong số 70.000 bộ binh của nhà Antigonos, có lẽ khoảng 40.000 binh sĩ là lính phalanx và 30.000 binh sĩ còn lại là bộ binh nhẹ các loại.

### Phe Liên Minh
Plutarch ghi lại rằng phe liên minh có tổng cộng 64.000 bộ binh, cùng với 10.500 kỵ binh, 400 voi chiến và 120 chiến xa phồ. Diodorus thì lại tuyên bố rằng Seleukos đã mang theo 20.000 bộ binh, 12.000 kỵ binh (bao gồm cả kỵ cung), 480 voi chiến và hơn một trăm chiến xa phồ đến từ các tỉnh phía đông. Như vậy, số lượng voi và chiến xa được cho là có mặt trong trận chiến này tương đối đồng nhất giữa các nguồn. Tuy nhiên, theo Diodorus thì chỉ riêng lực lượng kỵ binh của Seleukos là đã lớn hơn toàn bộ lực lượng kỵ binh của phe đồng minh theo như ghi chép của Plutarch, và Lysimachos ít nhất cũng phải có một số lượng kỵ binh nhất định- ông đã cử ít nhất 1.000 kỵ binh đi cùng với Prepelaos trong năm trước đó. Các chuyên gia ngày nay ước tính rằng tổng số lượng kỵ binh của phe liên minh là 15.000. Trong số 44.000 lính bộ binh không phải của Seleukos, chúng ta không rõ liệu rằng có bao nhiêu trong số đó là của Cassander và Lysimachos. Cassander đã trao cho Pleistarchos 12.000 binh sĩ, nhưng 2/3 trong số đó đã bị mất khi ông ta vượt qua Biển Đen, chúng ta cũng không rõ liệu là đạo quân ban đầu nằm dưới quyền chỉ huy của Prepelaos có bao nhiêu người. Các chuyên gia ngày nay ước tính rằng phe liên minh có khoảng 30.000-40.000 lính bộ binh là lính phalanx, phần còn lại là bộ binh nhẹ.

## Chiến lược và chiến thuật
Về mặt chiến lược tổng thể, chúng ta có thể nhận thấy rõ ràng rằng cả hai phe đều hạ quyết tâm vào trận chiến này, về phía phe liên minh, nó được xem là cơ hội tốt nhất để ngăn chặn sự bành trướng của nhà Antigonos, thay vì chờ cho từng người trong số họ bị đánh bại một cách lần lượt. Đối với Antigonos, đây là cơ hội không thể bỏ lỡ để cho ông ta có thể đánh bại tất cả kẻ thù của mình chỉ trong một lần duy nhất, ngay cả khi ông ta ưa thích đánh bại họ một cách lần lượt hơn. Tuy nhiên, chúng ta lại biết rất ít về những chiến lược riêng biệt được cả hai phe cân nhắc trước khi trận chiến diễn ra bởi vì hoàn cảnh chính xác và địa điểm diễn ra giao tranh vẫn chưa được rõ ràng.
Về mặt chiến thuật, cả hai phe đều phải đối mặt với vấn đề chung trong các cuộc chiến tranh giữa những người kế vị; đó là làm thế nào để đánh bại một quân đội được trang bị theo cùng một cách thức và sử dụng các chiến thuật về cơ bản là giống nhau. Các Diadochi dường như có tính bảo thủ, họ vẫn tiếp tục ưa thích việc tiến hành một đòn đánh mạnh bằng kỵ binh ở bên cánh phải của chiến tuyến (đây là chiến thuật thường được sử dụng bởi cả Philippos và Alexandros) như là chiến thuật đột phá chính- mặc dù họ chắc hẳn cũng nhận thức được rằng đối thủ của mình nhiều khả năng sẽ tiến hành tương tự như vậy ở bên phía đối diện của chiến trường. Thậm chí, khi mà cả hai đạo quân có quân số tương đương nhau và triển khai các chiến thuật giống nhau, việc giành được lợi thế rõ ràng là một điều khó khăn. Việc sử dụng các loại vũ khí mới như voi chiến và chiến xa phồ để nhằm thay đổi sự cân bằng về mặt chiến thuật là một cách giải quyết được các Diadochi sử dụng, tuy nhiên những phương pháp mới như vậy lại bị sao chép một cách dễ dàng. Do đó, cả hai phe ở Ipsus đều đã có voi chiến, dẫu vậy nhờ có Seleukos, phe liên minh đã có thể đưa ra chiến trường số lượng voi chiến cao bất thường, ngoài ra còn có thêm cả chiến xa phồ. Bởi vậy, cả hai phe đã tìm kiếm một chiến trường trống trải; mà có thể giúp cho phe liên minh phát huy được toàn bộ khả năng của những con voi chiến, còn về phần nhà Antigonos là sẽ cho phép họ có thể phát huy được toàn bộ sức mạnh đến từ lực lượng kỵ binh tinh nhuệ của mình.

## Trận đánh

### Bố trí
Cả hai bên có thể đã triển khai quân đội của họ theo đội hình tiêu chuẩn của người Macedonia, với lực lượng phalanx của bộ binh nặng được bố trí ở trung tâm của thế trận. Ở phía trước và hai bên của đội hình phalanx là lực lượng bộ binh nhẹ, vai trò của họ là những người tham gia giao chiến đầu tiên và còn giữ nhiệm vụ bảo vệ hai bên cánh của đội hình phalanx; lực lượng kỵ binh được bố trí cả ở hai cánh. Bên phía chiến tuyến của nhà Antigonos, Demetrios chỉ huy lực lượng kỵ binh tinh nhuệ nhất và được bố trí ở bên phía cánh phải. Antigonos cùng với lực lượng cận vệ của mình trấn giữ ở trung quân và ngay sau lực lượng phalanx. 75 voi chiến của nhà Antigonos được triển khai ở phía trước của hàng ngũ cùng với lực lượng cận vệ của họ .
Tình hình triển khai của phe liên minh thì lại kém rõ ràng hơn. Plutarch tuyên bố rằng con trai của Seleukos, Antiochos, đã chỉ huy lực lượng kỵ binh ở cánh trái, theo truyền thống là cánh yếu hơn trong hệ thống của người Macedonia, chủ yếu tham gia vào các cuộc giao tranh nhỏ. Tuy nhiên, cũng có giả thuyết cho rằng trong trận đánh này, lực lượng kỵ binh của phe liên minh đã được phân chia đều giữa hai cánh. Chúng ta không biết được ai đã chỉ huy cánh phải, và đây cũng không phải là nơi mà Lysimachos, Seleukos hay Pleistarchos trấn giữ . Một điều rõ ràng là đã có một số voi chiến của Seleukos được bố trí ở phía trước của hàng ngũ nhưng không rõ là bao nhiêu, mặc dù vậy người ta thường cho là vào khoảng 100. Người ta cho rằng Seleukos đã giữ lại quyền chỉ huy phần lớn số voi chiến của ông ta để làm một lực lượng dự bị chiến thuật, nhưng việc sử dụng một lực lượng dự bị lớn như vậy sẽ là điều chưa từng sảy ra trong các trận chiến giữa những người kế vị. Hơn nữa, điều này còn có nghĩa rằng phe đồng minh đã bỏ qua cơ hội để triển khai một lợi thế quan trọng về mặt chiến thuật. Ngày nay, các tác phẩm hiện đại đều chỉ ra rằng hiểu được vấn đề voi chiến này là chìa khóa giúp cho chúng ta hiểu được kết quả của trận chiến, tuy nhiên các tác phẩm cổ đại lại không cho phép giải quyết vấn đề trên.

### Mở đầu

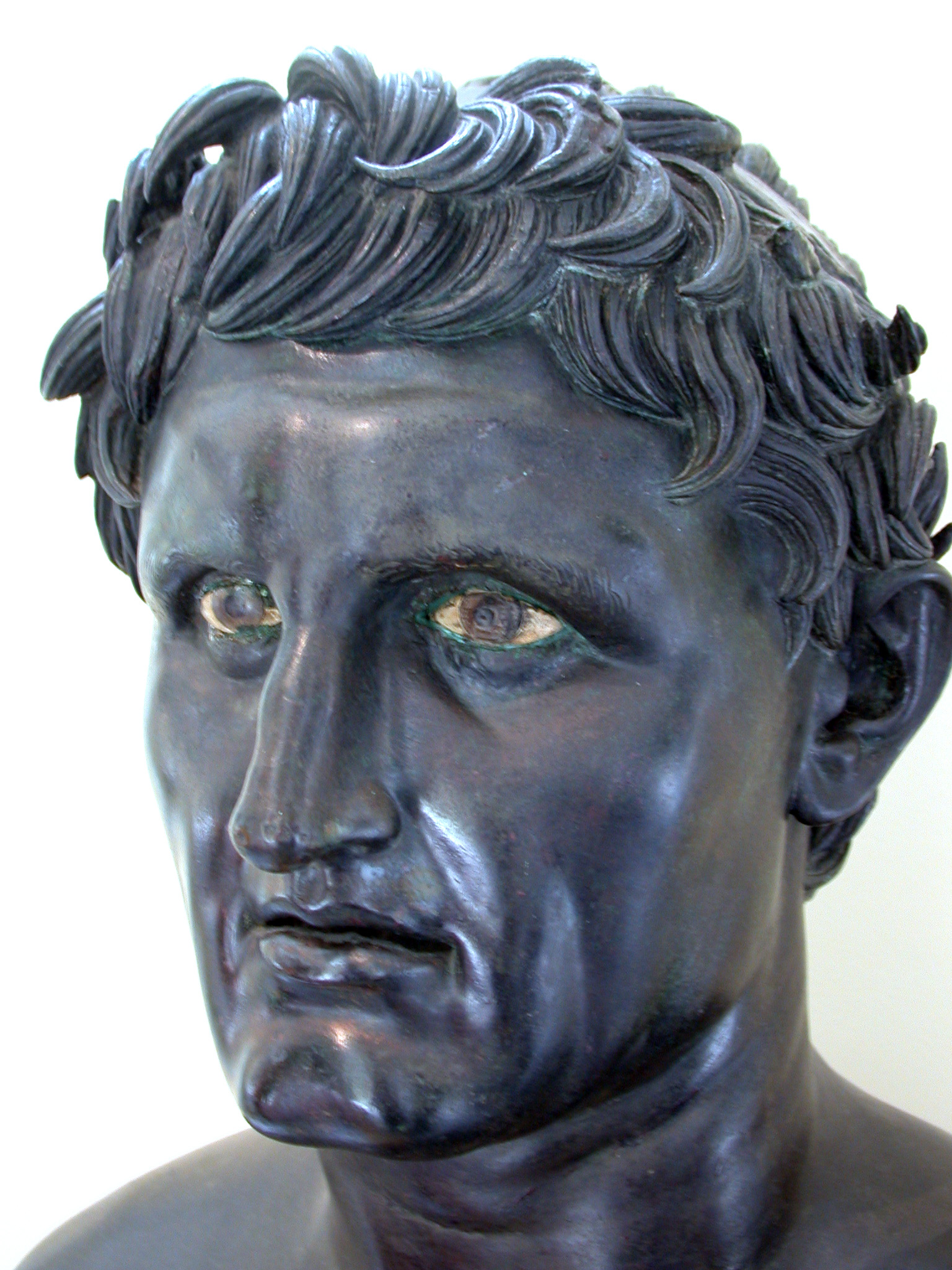
Tượng bán thân của Seleukos

Trận chiến dường như đã bắt đầu một cách nghiêm chỉnh với sự đụng độ của những con voi đến từ cả hai phe. Diodorus nói rằng "những con voi của Antigonos và Lysimachos đã chiến đấu như thể thiên nhiên đã so sánh chúng một cách ngang nhau bằng sự dũng cảm và sức mạnh", điều này cho thấy rằng chúng có sự tương đương về mặt số lượng (và ủng hộ cho ý tưởng về một lượng lớn những con voi dự bị ở bên phía liên minh). Demetrios sau đó điều động kỵ binh của mình vòng quanh những con voi, và tấn công kỵ binh của phe liên minh dưới quyền Antiochos. Plutarch nói rằng Demetrios đã "chiến đấu một cách xuất sắc và đánh tan kẻ thù của mình". Tuy nhiên, một điều rõ ràng là Demetrios đã cho phép binh sĩ của mình truy đuổi kỵ binh của phe liên minh đi quá xa, chính vì thế binh sĩ của ông đã bị cô lập khỏi chiến trường .

### Giai đoạn hai
Mặc dù không được Plutarch ghi lại một cách rõ ràng, nhưng người ta cho rằng đội hình phalanx của cả hai phe đã giao chiến với nhau trong trận đánh. Nếu đúng như vậy, thì chiến thuật của nhà Antigonos sẽ là để cho Demetrios chỉ huy kỵ binh của ông ta và tấn công vào phía sau đội hình phalanx của phe liên minh; hoặc thay vào đó là quay trở về vị trí đóng quân bên phía cánh phải và bảo vệ bên sườn đội hình phalanx của nhà Antigonos. Tuy vậy, Demetrios đã nhận thấy rằng bản thân ông ta không thể quay trở lại chiến trường bởi vì 300 con voi của phe liên minh đã được triển khai để chặn đường quay về của ông. Các tác phẩm cổ đại đã nhiều lần nhấn mạnh đến tác động của những con voi đối với ngựa, mùi và sự ồn ào của những con voi khiến cho chúng hoảng sợ và không dám lại gần. Demetrios sẽ không tài nào có thể đưa được kị binh của mình vượt qua được những con voi này và cũng không thể điều động được khi bị vây quanh bởi một số lượng voi lớn như vậy. Thời điểm sử dụng những con voi này chính là thời khắc quyết định trong trận đánh, nhưng chúng ta lại không rõ là nó đã diễn ra như thế nào; Plutarch chỉ nói rằng "những con voi [phe liên minh] đã được đưa ra chặn đường của ông ta". Nếu thực sự những con voi đã được giữ lại làm lực lượng dự bị thì việc triển khai chúng khá là đơn giản, thế nhưng chúng ta lại không rõ tại sao một số lượng voi lớn như vậy lại được giữ làm lực lượng dự bị . Với việc Demetrios giờ đây đã bị cô lập khỏi chiến trường, cánh phải của đội hình phalanx nhà Antigonos đã không còn được bảo vệ. Plutarch đã mô tả những gì sảy ra tiếp sau đó:
Seleukos, quan sát thấy rằng đội hình phalanx của đối phương đã không còn được bảo vệ bởi kỵ binh, do vậy đã chớp lấy thời cơ. Ông ta đã không thực sự tấn công vào họ, nhưng lại khiến cho họ phải sợ hãi về một cuộc tấn công bằng cách liên tục cưỡi ngựa xung quanh họ, do đó tạo cho họ một cơ hội để đào ngũ về phe của ông. Và đây là điều thực sự đã xảy ra.— Plutarch, Demetrios 29, 3

## Tiểu sử